# Inga Svensson
Inga Svensson, ogift Jacobsson, är en tidigare svensk landslagsspelare i handboll.

## Klubblagskarriär
Under hela sin elitkarriär spelade hon för Kvinnliga IK Sport i Göteborg. Det var Sveriges främsta klubb på 1950-talet och första halvan av 1960-talet. Med klubben vann hon SM-guld både inne och ute. Det är oklart när hon inledde sin karriär och när hon avslutade den.
1971-1972 skriver handbollboken om KvIK Sport och då presenteras Inga Jacobsson som lagkapten, centerhalv (=mittsexa) och ledare för ungdomssektionen. Året efter återkommer man med en intervju med Inga Jacobsson. Hon gav ett rakt besked i en intervju där hon frågades ut om orsaken till uteblivna framgångar för svensk damhandboll:
För några år sedan hade vi bara en timme (träningstid) i veckan. Det där med utvikningsutseendet är nog mest ett svepskäl, de flesta lag har flickor som betecknas som snygga, även de utländska. Innerst inne tror jag att damhandbollen setts över axeln, främst vad gäller träningsmöjligheter. Andra orsaker till att landslaget inte lyckas är att förbundet krävt resultat före satsning. Det borde stå klart för vilken planerare som helst, att man bör satsa först för att se om det kan ge resultat. Nu har det varit alldeles för lite tid både vid läger och sammandragningar.

## Landslagskarriär
Enligt den gamla statistiken spelade Inga Svensson 47 landskamper medan den nya bara tar upp 43 och skillnaden är några utelandskamper. Inga Jacobsson spelade fyra landskamper utomhus i Nordiska mästerskapet på Island 1964. Hon spelade i landslaget 1964-1971. Enligt den ny statistiken stod hon för 6 mål. Hon debuterade inomhus mot Danmark i Lidköping 1964 i en förlustmatch 3-10. Den 25 april 1971 spelade hon sista landskampen i ett VM kval. Sverige förlorade matchen mot Västtyskland.